# Manon Bollegraf
Manon Maria Bollegraf ('s-Hertogenbosch, 10 de Abril de 1964) é um ex-tenista profissional holandês, conhecida por ser uma especialista em duplas.

## Grand Slam finais

### Duplas: 1 (0–1)
| Posição | Ano  | Campeonato | Piso  | Parceira      | Oponentes                      | Placar        |
| ------- | ---- | ---------- | ----- | ------------- | ------------------------------ | ------------- |
| Vice    | 1997 | Wimbledon  | Grama | Nicole Arendt | Gigi Fernández Natasha Zvereva | 6–7(4–7), 4–6 |

### Duplas Mistas: 6 (4–2)
| Posição | Ano  | Campeonato          | Piso   | Parceiro    | Oponentes                                  | Placar           |
| ------- | ---- | ------------------- | ------ | ----------- | ------------------------------------------ | ---------------- |
| Campeã  | 1989 | Roland Garros       | Saibro | Tom Nijssen | Horacio de la Peña Arantxa Sánchez Vicario | 6–3, 6–7(3), 6–2 |
| Campeã  | 1991 | US Open             | Duro   | Tom Nijssen | Emilio Sánchez Arantxa Sánchez Vicario     | 6–2, 7–6(2)      |
| Vice    | 1993 | Wimbledon           | Grama  | Tom Nijssen | Mark Woodforde Martina Navratilova         | 6–3, 6–4         |
| Vice    | 1996 | US Open             | Duro   | Rick Leach  | Patrick Galbraith Lisa Raymond             | 7–6(6), 7–6(4)   |
| Campeã  | 1997 | Aberto da Austrália | Duro   | Rick Leach  | John-Laffnie de Jager Larisa Neiland       | 6–3, 6–7(5), 7–5 |
| Campeã  | 1997 | US Open             | Duro   | Rick Leach  | Pablo Albano Mercedes Paz                  | 3–6, 7–5, 7–6(3) |

## Olimpíadas

### Duplas: 1 (0–1)
| Posição  | Ano  | Campeonato | Piso | Parceira                | Oponentes                         | Placar   |
| -------- | ---- | ---------- | ---- | ----------------------- | --------------------------------- | -------- |
| 4° Lugar | 1996 | Atlanta    | Duro | Brenda Schultz-McCarthy | Conchita Martínez Arantxa Sánchez | 1–6, 3–6 |

## WTA Tour Finals

### Simples 3 (1–2)
| Legenda                 |
| ----------------------- |
| Grand Slam (0/0)        |
| Olímpiadas (0/0)        |
| WTA Championships (0/0) |
| Virginia Slims (0/0)    |
| Tier I (0/0)            |
| Tier II (0/0)           |
| Tier III (0/0)          |
| Tier IV & V (1/2)       |

| Posição | N. | Data              | Torneio       | Piso     | Oponente     | Placar   |
| Campeã  | 1. | 5 Março 1989      | Oklahoma City | Duro (i) | Leila Meskhi | 6–4, 6–4 |
| Vice    | 1. | 25 Fevereiro 1990 | Oklahoma City | Hard (i) | Amy Frazier  | 6–4, 6–2 |
| Vice    | 2. | 17 Fevereiro 1991 | Aurora        | Carpete  | Lori McNeil  | 6–3, 6–4 |